# Ghost of a Rose
Albums de Blackmore's Night
Past Times with Good Company
(2002) Beyond the Sunset: The Romantic Collection
(2004)
Ghost of a Rose est le quatrième album studio du groupe de rock folk Blackmore's Night, sorti le 30 juin 2003.

## Origine du titre de l'album
Allusive à l'exploit alchimique de palingénésie de Paracelse, l'expression « fantôme d'une rose » apparaît également dans l'avant-dernier paragraphe du discours de 1658 du médecin-philosophe Thomas Browne , Le Jardin de Cyrus, qui conclut, «... et bien que dans le Lit de Cléopâtre, ne peut guère avec aucun plaisir élever le fantôme d'une Rose ».

## Analyse des titres
L'album inclut des reprises de Diamonds and Rust de Joan Baez enregistrée sur son album éponyme, et de Rainbow Blues de Jethro Tull qui figure parmi les titres bonus de l'album War Child réédité en 2002.
Le titre homonyme est inspiré du concerto pour violoncelle du compositeur britannique Edward Elgar interprété par la violoncelliste Jacqueline Dupré,.
All for one est basée sur la chanson à boire bretonne Son Ar Chist composée en 1929 par deux adolescents agriculteurs du Morbihan et popularisée par Alan Stivell.
Le titre de la pièce instrumentale Nur eine Minute est en hommage à la célèbre valse-minute de Frédéric Chopin.

## Liste des pistes
| No  | Titre                                                                   | Auteur                         | Durée |
| --- | ----------------------------------------------------------------------- | ------------------------------ | ----- |
| 1.  | Way to Mandalay                                                         | Blackmore, Night               | 6:27  |
| 2.  | 3 Black Crows                                                           | Night                          | 3:43  |
| 3.  | Diamonds and Rust (Joan Baez)                                           | Baez                           | 4:54  |
| 4.  | Cartouche                                                               | Blackmore, Night               | 3:48  |
| 5.  | Queen for a Day (Part 1)                                                | Blackmore, Night               | 3:05  |
| 6.  | Queen for a Day (Part 2)                                                | Blackmore                      | 1:36  |
| 7.  | Ivory Tower                                                             | Night                          | 4:24  |
| 8.  | Nur eine Minute (Instrumental, traduction allemande de Just One Minute) | Blackmore                      | 1:08  |
| 9.  | Ghost of a Rose                                                         | Blackmore, Night, Edward Elgar | 5:45  |
| 10. | Mr. Peagram's Morris and Sword (Instrumental)                           | Blackmore                      | 2:01  |
| 11. | Loreley                                                                 | Blackmore, Night               | 3:36  |
| 12. | Where Are We Going from Here                                            | Blackmore, Night               | 4:05  |
| 13. | Rainbow Blues (Jethro Tull)                                             | Ian Anderson                   | 4:30  |
| 14. | All for One (basée sur la chanson à boire bretonne Son Ar Chistr)       | trad.                          | 5:36  |
| 15. | Dandelion Wine                                                          | Blackmore, Night               | 5:39  |

| 16. | Mid Winter's Night (live acoustic version) | trad., Blackmore, Night | 4:45 |
| 17. | Way to Mandalay (radio edit)               | Blackmore, Night        | 3:02 |

| 16. | Just One Minute | Blackmore | 1:10 |

## Musiciens
- Ritchie Blackmore : guitare acoustique, guitare électrique, vielle à roue, mandole, tambourin, tambour Renaissance
- Candice Night : chant, penny whistle, chalemie, cornemuse, chœurs
- Sisters of the Moon (Nancy et Madeline Posner[8])  : chant d'harmonie (Ghost of a Rose, Way to Mandalay)
- Lord Marnen of Wolfhurst (Marnen Laibow-Koser) : violon, alto
- Sir Robert Of Normandie (Robert Curiano[9]) : basse
- Mike Sorrentino : batterie, percussions
- Bard David Of Larchmont (David Baranowski[10]) : chant (All for One)
- Pat Regan and The Minstrel Hall Consort : claviers
  - Lady Green
  - Tom Brown
  - Gerald Flashman
- Tim Cotov : chœurs (All for One)

Comme sur le précédent album studio, on note la présence du bassiste Sir Robert of Normandie (Robert Curiano) qui en 2015 deviendra membre (sous le nom Bob Nouveau) du groupe Rainbow reformé par Ritchie Blackmore.

## Production
- Sascha Braun : photographie
- Michael Keel : photographie
- David Owen : photographie
- Johanna Pieterman –:couverture
- Pat Regan : mixage, producteur
- Takaomi Shibayama : conception
- Carole Stevens : photographie

## Classements
| Année | Pays      | Position |
| ----- | --------- | -------- |
| 2003  | Allemagne | 11       |
| 2003  | Suède     | 39       |
| 2003  | Suisse    | 75       |
| 2003  | Autriche  | 75       |
| 2003  | Japon     | 77       |

## Certifications
| Pays               | Année | Prix | Unités |
| ------------------ | ----- | ---- | ------ |
| République tchèque | 2004  | Or   | 2 500  |

## Reprise
Way to Mandalay est repris par Axel Rudi Pell sur son album de 2014 Into the Storm.